# Johan Rabaeus
Carl Magnus Johan Olof Rabéus (født 31. juli 1947 i Stockholm) er en svensk skuespiller. Han er specielt kendt for at portrættere strenge karakterer, såsom Erik Pontis stedfar i filmen Ondskab fra 2003.
Andre af hans filmroller tæller eksempelvis Freud flytter hjemmefra (1991) Jerusalem (1996) og Kinamand (2005), samt tv-serier som Rederiet, Skærgårdsdoktoren, Wallander og Greyzone.

## Filmografi
- Skatten på Bråtehus (tv-serie, 1984)
- Min elskede - Amorosa (1985)
- Varuhuset (tv-serie, 1987-1988)
- S.O.S. - amatører til søs (1988)
- Kaninmannen (1990)
- Et paradis uden billard (1991)
- Freud flytter hjemmefra (1991)
- Rederiet (tv-serie, 1992-2002)
- Lotte flytter hjemmefra (1993)
- Drømmehuset (1993)
- Man kan alltid fiska (kortfilm, 1995)
- Kærlighedens køtere (1995)
- Jerusalem (1996)
- Svensson, Svensson (tv-serie, 1996)
- Skærgårdsdoktoren (tv-serie, 1997)
- Lilla Jönssonligan på styva linan (1997)
- Beck (tv-serie, 1998)
- Hundehotellet (animationsfilm, 2000)
- Troløs (2000)
- Gossip (2000)
- Jönssonligan spelar högt (2000)
- Ondskab (2003)
- Pagten (kortfilm, 2003)
- Krøniken (tv-serie, 2005)
- Kinamand (2005)
- Wallander (tv-serie, 2005)
- Heartbreak Hotel (2006)
- Exit (2006)
- Göta kanal 2: Kanalkampen (2006)
- Hjerteslag (tv-serie, 2008)
- Frøken Mærkværdig og karrieren (animationsfilm, 2010)
- Solsidan (tv-serie, 2012)
- Tommy (2014)
- Under pyramiden (2016)
- Modus (tv-serie, 2017)
- Greyzone (tv-serie, 2018)
- Diorama (2022)
- Bamse og verdens mindste eventyr (animationsfilm, 2023)
- Jönssonligan kommer tillbaka (2024)
- Bamse och havets hemlighet (animationsfilm, 2025)